# Johannes Jakobs
 Johannes Jakobs (* 1. Juli 1917 in Köln; † 24. August 1944 in Glinnik) war ein deutscher Fußballspieler.

## Karriere

### Vereine
Aus dem Kölner Stadtteilverein VfL Poll hervorgegangen, wechselte Jakobs zur Saison 1937/38 zu Hannover 96.
Für den Verein spielte er fortan in der Gauliga Niedersachsen, in einer von anfangs 16, später auf 23 aufgestockten Gauligen zur Zeit des Nationalsozialismus als einheitliche höchste Spielklasse im Deutschen Reich. 1939 war Jakobs vorübergehend Gastspieler beim Dresdner SC.
Bis zum Saisonende 1940/41 errang er mit der hannoverschen Mannschaft vier regionale Titel. Zwei davon berechtigten ihn und seine Mannschaft, jeweils an der Endrunde um die Deutsche Meisterschaft teilzunehmen. 1938 bestritt er alle sechs Gruppenspiele, in denen ihm zwei Tore gelangen, sowie das mit 3:2 nach Verlängerung gegen den Hamburger SV gewonnene Halbfinale. Als rechter Läufer hatte er großen Anteil am Erreichen des Finales um die Deutsche Meisterschaft gegen die favorisierte Mannschaft des FC Schalke 04. Im notwendig gewordenen Wiederholungsspiel – nachdem das erste Finale trotz Verlängerung mit 3:3 keinen Sieger hervorgebracht hatte – schoss er zwei Minuten vor Ablauf der regulären Spielzeit per Handelfmeter den 3:3-Ausgleich und wurde dann durch den 4:3-Siegtreffer durch Erich Meng drei Minuten vor Ablauf der 30-minütigen Verlängerung Deutscher Meister.
1941 bestritt er mit den letzten beiden Gruppenspielen auch seine letzten in einer Endrunde, die er mit einem Tor gegen Borussia Fulda krönte.

### Nationalmannschaft
Seine Karriere in der A-Nationalmannschaft war, auch bedingt durch den Zweiten Weltkrieg, sehr kurz; er bestritt am 29. Juni 1939 in Tallinn einzig das mit 2:0 gegen die Nationalmannschaft Estlands gewonnene Test-Länderspiel.

## Erfolge
- Deutscher Meister 1938
- Gaumeister Niedersachsen 1938, 1941
- Gruppensieger Süd 1940, 1941

## Sonstiges
Zum Wehrdienst herangezogen, diente er als Soldat im  Zweiten Weltkrieg und kam 1944 als Pilot bei einem Aufklärungsflug an der Ostfront, nahe Glinnik (einem Ort in der heutigen Landgemeinde Brańsk in der Woiwodschaft Podlachien) ums Leben. Er wurde auf der Kriegsgräberstätte in Laurahütte (heute Siemianowice Śląskie) in der Woiwodschaft Schlesien beigesetzt.